# Steinkiste von Västra Balltorp
Die bereits in den 1910er Jahren inventarisierte Nordwest-Südost orientierte Steinkiste von Västra Balltorp liegt im Wald südlich von Mölndal bei Göteborg in Västra Götalands län in Schweden.
In den 1930er Jahren wurde sie vom Lehrer Johan Alin untersucht. Er hinterließ 1933 eine Beschreibung der Steinkiste (schwedisch Hällkista) in der Heimatzeitung Fæsbiærgha. Damals umgab dichter Wald die dadurch schwer zu lokalisierende, schwer beschädigte Steinkiste. 
Auf der Ostseite stehen zwei hohe Platten. Die eine ist etwa zwei Meter lang, die zweite etwa 1,2 m lang. Auf der Westseite sind nur noch Reste zweier kleiner Platten übrig. Auf der Nordseite steht die längste, gespaltene Platte als Endplatte. Stücke von Decksteinen liegen verstreut innerhalb und außerhalb der Kiste. Das erhaltene Rechteck misst etwa 3,5 × 2,5 Meter. Alin schätzte, dass es ursprünglich etwa 3,0 m länger war.